# Littorio osztály
A Littorio-osztály egységei Olaszország legmodernebb csatahajói, s egyben e nemzet valaha épített legnagyobb vízkiszorítású hadihajói voltak. A hajó osztály összesen négy egysége – Littorio, Vittorio Veneto, Roma és Impero – közül csak az első három készült el.

## Háttér
Az 1919-es versailles-i békeszerződés a Német Birodalom számára nem engedélyezte 10 000 tonnánál nagyobb vízkiszorítású hadihajók építése; azonban hajóik fő fegyverzetének űrméretét a szerződés nem korlátozta. A németek 1929-ben egy új, a kor nehézcirkálóiéhoz hasonló vízkiszorítású és páncélzatú, de jóval nagyobb, 283 mm átmérőjű ágyúkat felvonultató, hajótípus építésébe fogtak.
Az 1921-es washingtoni flottaegyezmény lehetőséget kínált mint Franciaország, mint Olaszország számára, hogy 70 000 tonna össze vízkiszorítású, de egyenként 35 000 tonnát nem meghaladó csatahajókat állítson hadrendbe. A német haditengerészet új egységeit aggodalommal figyelmező Franciaország 1932-ben a 330 mm-es ágyúkkal felfegyverzett Dunkerque osztály első egységének építésébe fogott. 
Két évvel később, 1934-ben, az olaszok válaszul lefektették a Littorio osztály első két egységének hajógerincét.

## Fő fegyverzet
A Littorio osztályt három tripla lövegtorony között szétosztva, összesen kilenc darab 381 mm/50 Ansaldo M1934 típusú hajóágyúval fegyverezték fel. Az ágyúk torkolati energiája (335 MJ) számottevően meghaladta összes európai riválisáét, beleértve a 14,15 és 16 hüvelykes (356 mm, 381 mm, 406 mm) ágyúkat felvonultató brit, és a 38 cm-es ágyúkkal ellátott francia és német hajókat, így a Bismarckot is.
A páncéltörő gránátok tömege 885 kg, tervezett torkolati sebességük 870 m/s volt. Az ágyúk újratöltéséhez átlagban 45 másodpercre volt szükség. A lövedékszóródás a lőtávolság megközelítőleg 1,70-1,84 %-a volt.
Az ágyúk függőleges páncéltörő képessége kimagasló, hatótávolságuk pedig páratlan, 42 800 méter volt. Ugyanakkor nagy teljesítményük rövid élettartamot eredményezett; továbbá a páncéltörő gránátok viszonylag hatástalanok voltak vízszintes páncéllemezek ellen, lapos röppályájukból kifolyólag. A páncéltörő gránátok robbanó anyag töltete ezen felül aránylag kicsi, az össztömeg mindössze 1,1%-a volt.

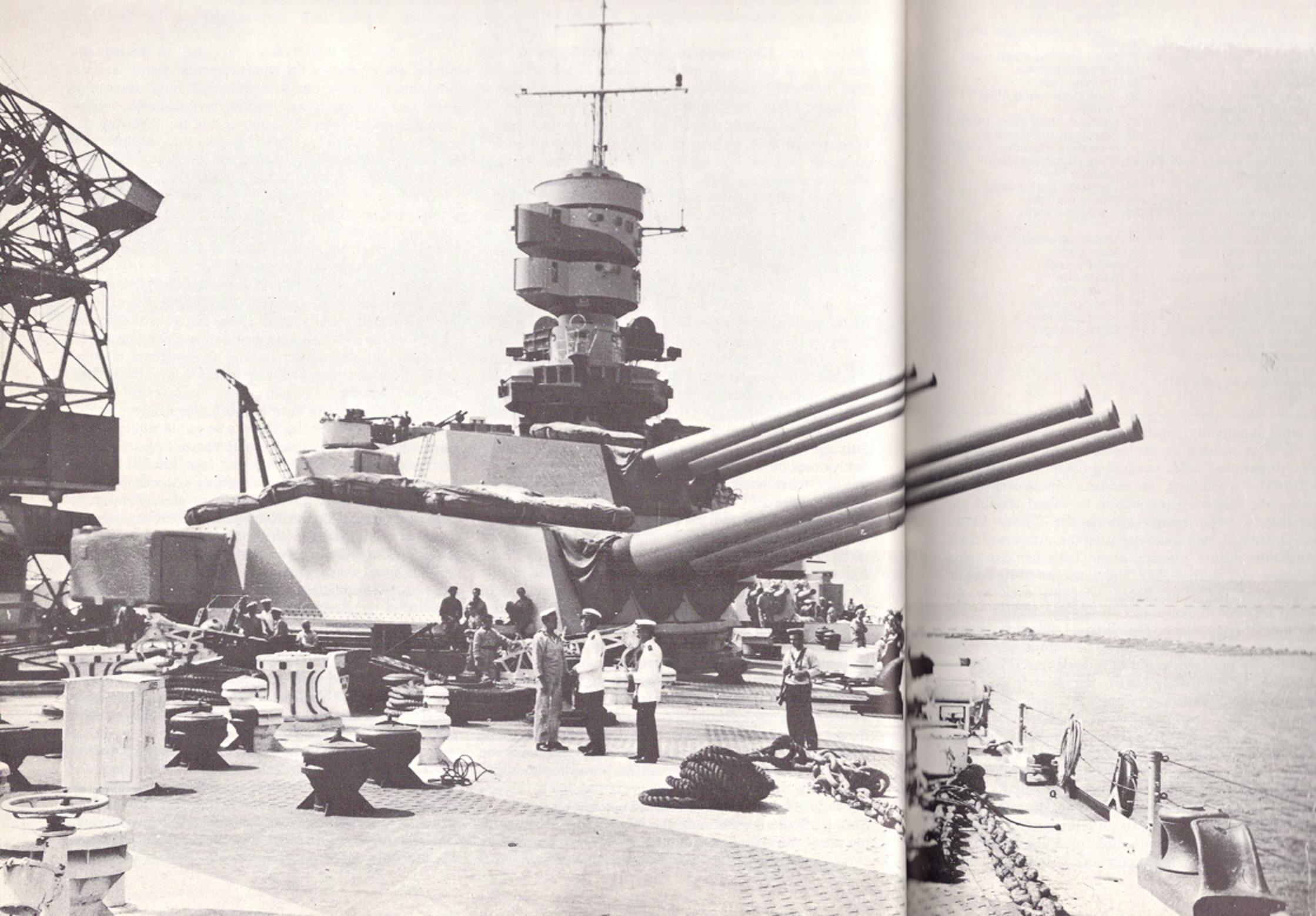
A Roma olasz csatahajó első, háromágyús fő lövegtornyai.
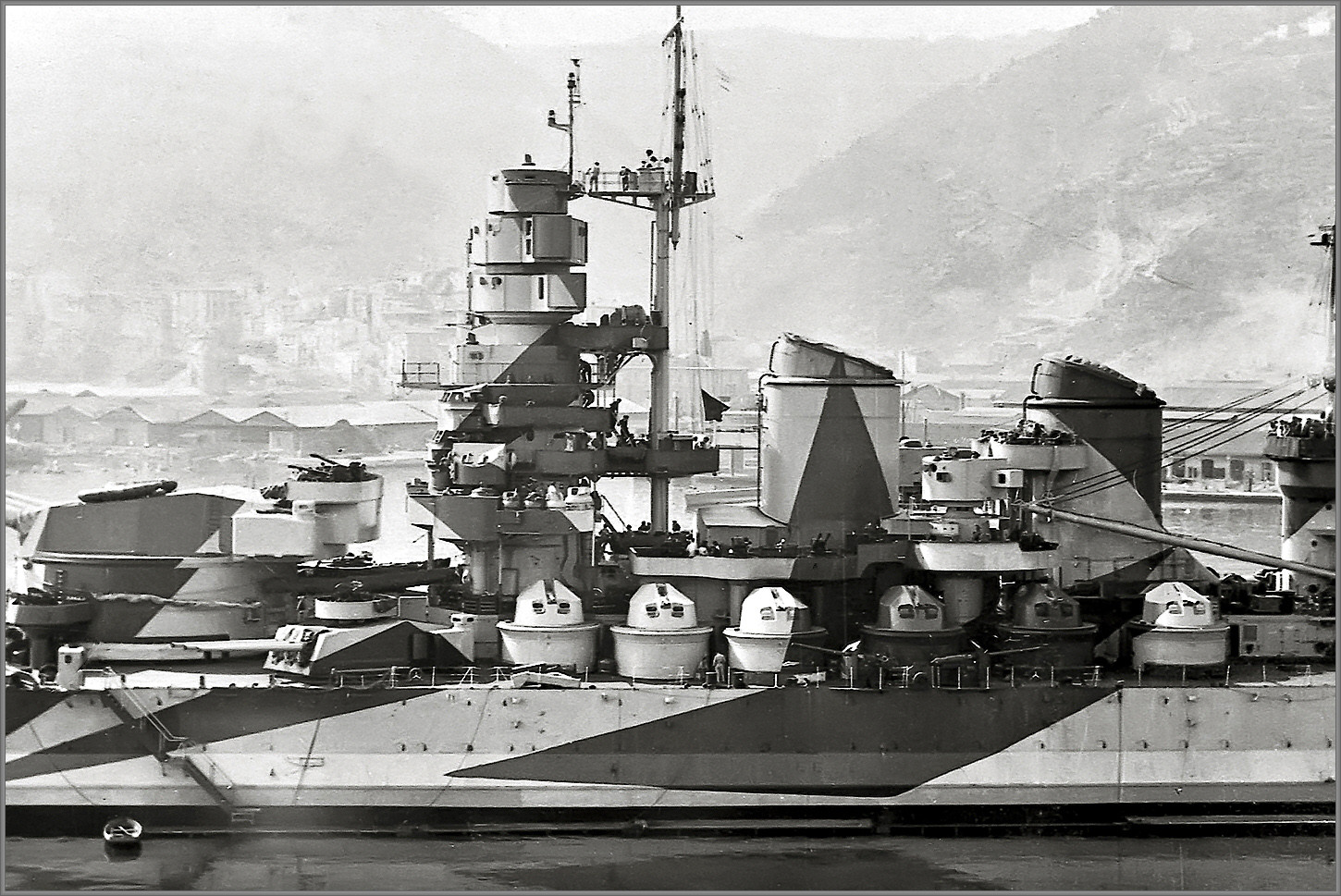
A Vittorio Veneto olasz csatahajó. a képen jól láthatóak felépítményei, 152 mm-es másodlagos fegyverzetének háromágyús lövegtornya, valamint az egyágyús, 90 mm-es légvédelmi lövegtornyai.
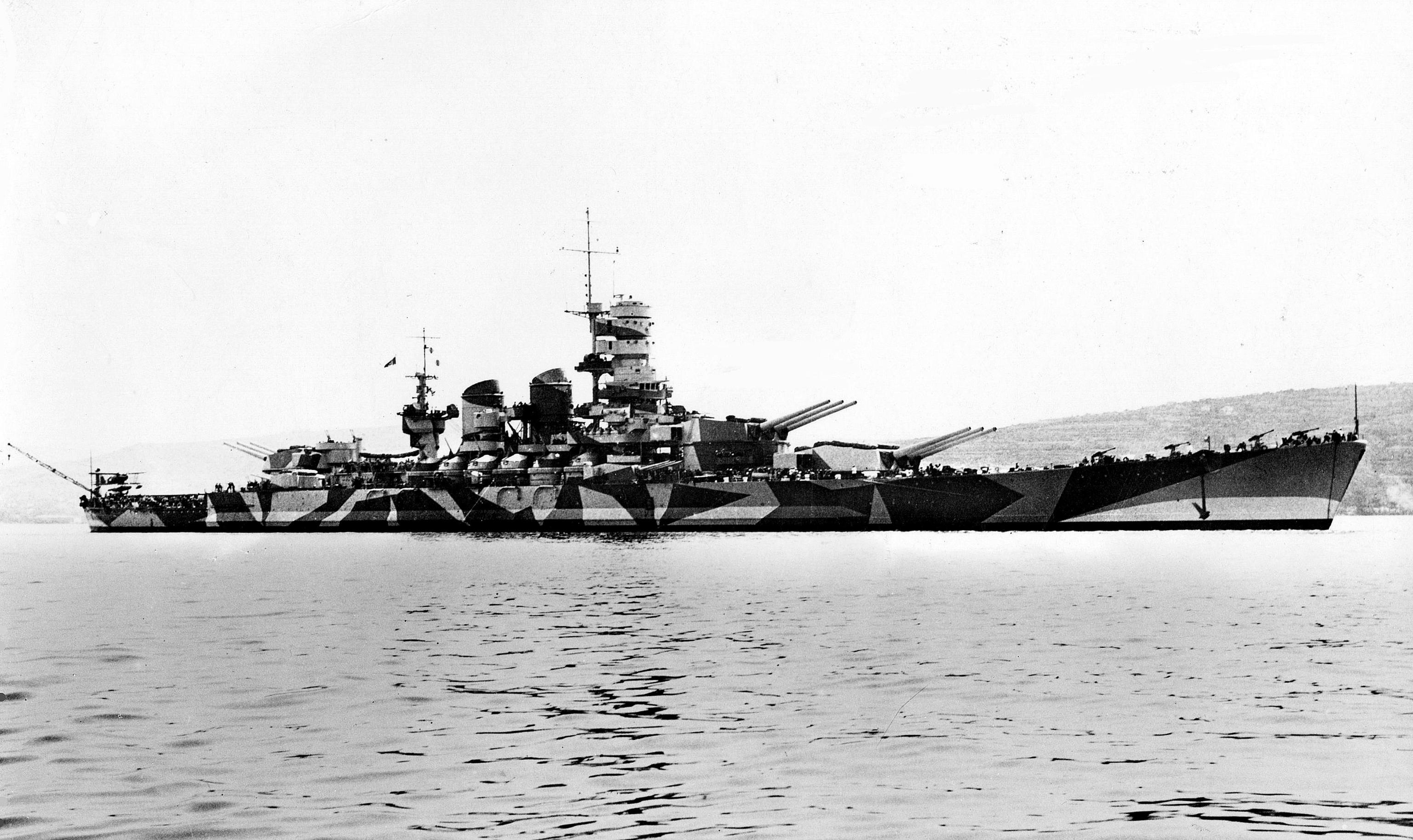
A Roma csatahajó 1942-1943-ban.
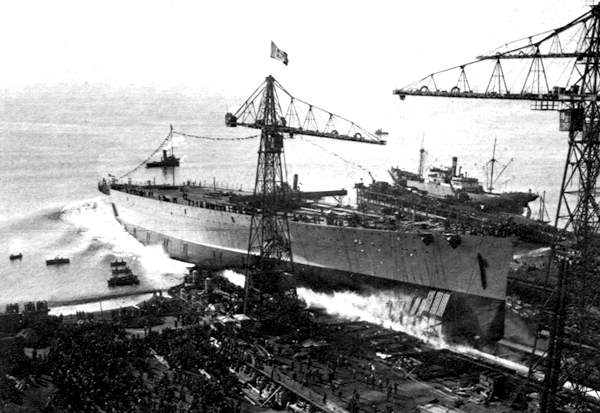
A végül befejezetlenül maradt Impero csatahajó vízre bocsátása 1939-ben.
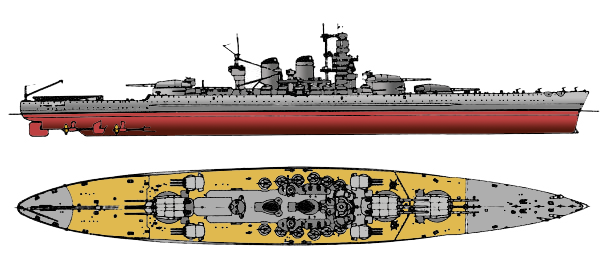
A Littorio osztály jellegrajza.

## Tűzvezetés
A csatahajó fő fegyverzetét kiszolgáló tüzérségi állás két 7,2 méteres bázistávolságú távmérőt foglalt magába. Az egyik távmérő sztereoszkopikus, a másik koincidenciális típusú volt. A fő lövegtornyokba hasonló, de jóval nagyobb, 12,0 méteres bázistávolságú, dupla távmérőket építettek.

## Páncélzat
E csatahajók függőleges páncélzatát egy dupla, a függőlegestől 15 fokban elhajlított lemezsor adta. A külső réteg vastagsága 70 mm, a tőle 250 mm-el beljebb kialakított fő lemezsoré pedig 280 mm volt. A külső lemezsor feladta a becsapódó lövedékek páncéltörő kúpjának semlegesítése volt. A páncéltörő kúpjuktól megfosztott lövedékektől azt várták, hogy azok széttörjenek a fő, kéredzett lemezsorba csapódás során. A létrejövő repeszszilkánokat két, egy 36 mm, és egy 24 mm vastagságú hosszanti válaszfal volt hivatott feltartóztatni, melyeket a fő páncélöv mögött alakítottak ki. 30 fokos relatív irány at mellett ez a rendszer a számítások szerint 16 km-nél nagyobb lőtávolság esetén már biztos védelmet nyújtott a hajó fő fegyverzetet képző ágyúkkal szemben.
A páncélfedélzet vastagsága a motortér felett, középen 100 mm, a szeleken 90 mm volt. A lőszerraktárak felett középen 150 mm, a széleken 100 mm volt a lemezvastagság. 
A fő páncélövet és páncélfedélzetet az elülső fő lövegtorony előtt, illetve a hátulsó fő lövegtorony mögött kialakított keresztirányú válaszfalak zárták. E válaszfalak legnagyobb vastagsága elérte a 210 mm-t.
A fő lövegtornyok 380 mm vastag homlokpáncéllal rendelkeztek. Az elülső tetőlemez 200 mm, a hátulsó 150 mm vastag volt. Az oldalfalakat elöl 200 mm, hátul 130 mm vastag lemezek fedték. A lövegtornyok vastagsága hátul 350 mm volt. A barbetták legnagyobb vastagsága szinten 350 mm volt.
A közepes tüzérség lövegtornyai elöl 280 mm vastag páncélzatot kaptak; tetőpáncélzatuk elöl 150 mm, hatul 105 mm vastag volt. Az oldalfalak vastagsága elöl 130 mm, hátul 80 mm volt. A barbetták maximális vastagsága 150 mm volt.
A parancsnoki híd oldalpáncélzata 175 mm és 255 mm között mozgott, tetőpáncélja pedig 90 mm és 120 mm között. A kommunikációs csatornát 200 mm vastag páncélburkolat védte. A felépítményt a parancsnoki híd alatt 60 mm vastag lemezekkel erősítették meg.
A csavartengelyek és kormánymű oltalmazása érdekében egy 90-100 mm vastagságú, a szélek menten döntött páncélfedélzetet alakítottak ki a citadella mögött, mely egy 200 mm vastag válaszfalban zárult a kormánymű mögött.
Az orr megerősítése érdekében egy 60 mm vastag fedélzetet és egy 130-70 mm vastag övvértet alakítottak ki a citadella előtt, mely megközelítőleg félúton az elülső fő keresztirányú válaszfal és az orr között ért véget egy 60 mm vastag válaszfalban.

### Immunitási zónák
Az Egyesült Államok haditengerészete által alkalmazott páncéltörési képleten alapuló számítások szerint a hajó a következő immunitási zónákkal rendelkezett a francia Richelieu-osztályú csatahajók 380 mm-es, 884 kg tömegű, 830 m/s kezdő sebességgel indított páncéltörő gránátjai ellen:

#### Motortér
- Alsó átütési határ: 20,1 km
- Felső átütési határ: 27,1 km
- Távolság az alsó és felső átütési határok között: 7,0 km

#### Lőszerraktárak
- Alsó átütési határ: 20,1 km
- Felső átütési határ: 29,2 km
- Távolság az alsó és felső átütési határok között: 9,1 km

#### Fő lövegtornyok barbettái
- Alsó átütési határ: 29,3 km
- Felső átütési határ: 31,5 km
- Távolság az alsó és felső átütési határok között: 2,2 km

### Torpedóvédelem
A torpedóvédelem a többi II. világháborús, csatahajókon alkalmazott torpedóvédelmi rendszertől teljesen eltérő Pugliese-rendszeren alapult. A Pugliese-rendszer a gyakorlatban igen gyenge teljesítményt nyújtott, a brit Swordfish repülőgépekről indított torpedók súlyos sérüléseket okoztak mind a Littorio, mind a Vittorio Veneto csatahajókban.

A Littorio osztály Pugliese-rendszerű torpedóvédelmének rajza.
A Littorio csatahajót 1940. november 11-én, a taranto-i olasz flottabázist ért brit repülőgép-hordozós légicsapás során ért sérülések. A három torpedótalálattól a csatahajó félig elsüllyedt, orra leült a fenékre.